# Helmut de Terra
Hans Helmut de Terra (* 11. Juli 1900 in Guben; † 1981 in Bern) war ein deutscher Geologe, Forschungsreisender und Anthropologe. Zu seinen größten Verdiensten gehört der Fund des als Tepexpan-Mensch bekannt gewordenen homininen Skelettes aus der präkolumbischen Ära in Zentral-Mexiko im Jahr 1947.

## Leben
Helmut de Terra wurde 1900 in Guben in der Niederlausitz in einer Familie französischstämmiger Hugenotten geboren. Er studierte zunächst in Marburg und später Geologie und Geographie an der Universität München, an der er promovierte.

## Karriere
Nach Abschluss seines Studiums in München begann de Terra seine Forschungstätigkeit 1927–28 in Asien als Mitglied einer deutsch-schweizerischen Expedition nach Zentralasien, die bald seinen Namen bekannt machen sollte. Die Überquerung des Himalaya nach Tibet und Chinesisch-Turkestan bereitete ihn auf spätere Expeditionen nach Kaschmir, Indien, Burma und Java vor. De Terra führte eine Reihe wissenschaftlicher Expeditionen nach Asien und Amerika durch. Er war der Erste, der eine glaziologische Karte des östlichen Himalaya erstellte und die Theorie vorantrieb, dass Menschen in Asien schon fast so früh wie in Afrika verbreitet waren.
Nach seiner Zeit in Asien nahm er Lehr- und Forschungspositionen an der Yale University und der Carnegie Institution of Washington an. Unter deren Schirmherrschaft führte er weitere drei wissenschaftliche Missionen nach Asien durch, entdeckte steinzeitliche Kulturen, sammelte fossile Überreste der ältesten Vorfahren des Menschen und leistete wichtige Beiträge zu unserem Wissen über die geologische Antike des Menschen. Er war ein enger Freund und Kollege von Pierre Teilhard de Chardin. Teilhard nahm 1935 an der Indien-Expedition von de Terra teil und forschte mit de Terra 1938 in Burma. Beide wurden 1938 von Gustav Heinrich Ralph von Koenigswald hinzugezogen, um die Datierung von Schichten zu bestätigen, in denen er die Schädeldecke eines Java-Menschen gefunden hatte. 1964 veröffentlichte de Terra ein Buch über seine Erinnerungen an Teilhard de Chardin.
Im Februar 1947 entdeckte de Terra das Skelett des Tepexpan-Menschen am Ufer des ehemaligen Texcoco-Sees in Zentralmexiko, der allgemein als Beginn der präkolumbischen mexikanischen Vorgeschichte angesehen wird. 1955 veröffentlichte de Terra eine gut aufgenommene Biographie von Alexander von Humboldt, die in mehrere Sprachen übersetzt wurde. Er verbrachte weiterhin Zeit in Mexiko und korrespondierte in den 1950er Jahren mit Kollegen. 1958 schloss das mexikanische Instituto Nacional de Antropología e Historia (INAH, dt.: Nationales Institut für Anthropologie und Geschichte) die Arbeiten am Museo de Tepexpan ab und weihte es ein, das an der Stelle der Entdeckung von 1947 errichtet wurde.
In den späten 1950er und 1960er Jahren war de Terra außerordentlicher Professor für Wissenschaftsgeschichte an der Columbia University. Anschließend wurde er zum Direktor der Werner-Reimers-Stiftung für anthropologische Forschung in Frankfurt am Main ernannt.
de Terra hat umfangreiche Veröffentlichungen publiziert, darunter wissenschaftliche Monographien und Bücher, populäre Bücher und Artikel, und hat an vielen Institutionen in Europa und Nordamerika Vorträge gehalten. In seinen späteren Jahren publizierte er weiter und starb 1981 in der Schweiz.

## Werke (Auswahl)
- Durch Urwelten am Indus – Erlebnisse und Forschungen in Ladak, Kaschmir und im Pandschab, Brockhaus, Leipzig, 1940.
- Urmensch und Mammut, Brockhaus, 1954.
- Alte Kulturen im Boden Mittelamerikas, F.A. Brockhaus, 1954.
- Alexander von Humboldt und seine Zeit, Brockhaus, 1959.
- Mein Weg mit Teilhard de Chardin. Forschungen und Erlebnisse, C. H. Beck, München, 1962.
- Bibliographie des deutschsprachigen Schrifttums von und über Pierre Teilhard de Chardin, 1955–1964, Werner-Reimers Stiftung für anthropogenetische Forschung, Frankfurt am Main, 1965 (DNB 455022720).
- Perspektiven Teilhard de Chardins : 8 Beiträge zu seiner Weltanschauung u. Evolutionslehre, Beck, München, 1966.